# František Mikolášek
František Mikolášek (19. února 1924 – 15. listopadu 2014) byl český spisovatel. Narodil se v Bernarticích a studoval v Písku a následně Praze. Jeho otec předtím žil ve Spojených státech amerických a hrál v tamní vojenské kapele. Otec zemřel v roce 1939, matka o šest let později. František Mikolášek po válce působil jako pedagog. Napsal několik knih o své rodné obci a okolí. Zemřel v Písku ve věku devadesáti let. V roce 2015 mu byla v Bernarticích odhalena pamětní deska.

## Knihy
- Tenkrát byla válka
- Bernartice[4]
- Bernartická čítanka
- Bloudění časem
- Povídání o Rozárce